# Maria Maćkowska
Maria Maćkowska (ur. 1912, zm. 1989) – polska historyk emigracyjna, badacz dziejów najnowszych. 

## Życiorys
Absolwentka  historii Polskiego Uniwersytetu na Obczyźnie (mgr 1977 - Królewszczyzny Ziem Ruskich Rzeczpospolitej na podstawie lustracji, wiek XVI-XVII). Uczennica Józefa Jasnowskiego, obroniła pracę doktorską (Pomocnicza Służba Kobiet w okresie II wojny światowej w Armii Polskiej na Zachodzie) w 1982 pod jego kierunkiem na Polskim Uniwersytecie na Obczyźnie. Współpracownik pisma "Teki Historyczne".

## Wybrane publikacje
- Pomocnicza Służba Kobiet [w:] Wysiłek zbrojny w II wojnie światowej, red. Stanisław Biegański i Aleksander J. Szkuta, Londyn: Polskie Towarzystwo Naukowe na Obczyźnie 1988.
- Pomocnicza Służba Kobiet w Polskich Siłach Zbrojnych w okresie 2 wojny światowej, Londyn: Veritas Found 1990.